# Soultzmatt
Soultzmatt  (in tedesco Sulzmatt, in alsaziano Sulzmàtt) è un comune francese di 2 324 abitanti situato nel dipartimento dell'Alto Reno nella regione del Grand Est.

## Società

### Evoluzione demografica
Abitanti censiti